# Entephria epixantha
Entephria epixantha là một loài bướm đêm trong họ Geometridae.